# 埼玉県立上尾かしの木特別支援学校
埼玉県立上尾かしの木特別支援学校（さいたまけんりつ あげおかしのきとくべつしえんがっこう）は、埼玉県上尾市平塚にある公立特別支援学校。

## 沿革
- 1974年（昭和49年） - 埼玉県立上尾東高等学校が当地に開校する。
- 2008年（平成20年） - 埼玉県立上尾沼南高等学校との統合により、埼玉県立上尾鷹の台高等学校が上尾沼南高等学校の校地に新たに開校する。
- 2009年（平成21年）4月1日 - 上尾東高等学校の校舎を利用する形で埼玉県立上尾かしの木特別支援学校が開校する。

## 学部
- 小学部
- 中学部
- 高等部

## その他
北養かしの木おやじクラブがある。

## 通学区域
- さいたま市
  - 見沼区
  - 北区の一部
  - 大宮区の一部
  - 浦和区の一部
- 上尾市の一部
- 蓮田市
- 北足立郡伊奈町